# بامبوی
بامبوی (به پرتغالی: Bambuí) یک منطقهٔ مسکونی در برزیل است که در میناز ژرایس واقع شده است. بامبوی ۱٬۴۵۵٬۳۸۰ کیلومتر مربع مساحت دارد ۷۲۵٫۹ متر بالاتر از سطح دریا واقع شده است.